# East Pleasant View (Colorado)
East Pleasant View es un lugar designado por el censo ubicado en el condado de Jefferson en el estado estadounidense de Colorado. En el Censo de 2010 tenía una población de 356 habitantes y una densidad poblacional de 1.216,39 personas por km².

## Geografía
East Pleasant View se encuentra ubicado en las coordenadas 39°43′40″N 105°9′26″O / 39.72778, -105.15722. Según la Oficina del Censo de los Estados Unidos, East Pleasant View tiene una superficie total de 0.29 km², de la cual 0.29 km² corresponden a tierra firme y (0%) 0 km² es agua.

## Demografía
Según el censo de 2010, había 356 personas residiendo en East Pleasant View. La densidad de población era de 1.216,39 hab./km². De los 356 habitantes, East Pleasant View estaba compuesto por el 88.2% blancos, el 3.09% eran afroamericanos, el 1.97% eran amerindios, el 0.28% eran asiáticos, el 0% eran isleños del Pacífico, el 3.65% eran de otras razas y el 2.81% pertenecían a dos o más razas. Del total de la población el 11.24% eran hispanos o latinos de cualquier raza.